# Kiseijū (filme)
Kiseijū (寄生獣) é um filme de ficção científica japonês realizado por Takashi Yamazaki e baseado no mangá homónimo de Hitoshi Iwaaki. Foi lançado nos cinemas japoneses a 29 de novembro de 2014.

## Elenco
- Shōta Sometani como Shinichi Izumi
- Sadao Abe como Migi
- Eri Fukatsu como Ryoko Tamiya
- Ai Hashimoto como Satomi Murano
- Masahiro Higashide como Hideo Shimada
- Nao Omori como Kuramori
- Kazuki Kitamura como Tsuyoshi Hirokawa
- Pierre Taki como Miki
- Hirofumi Arai como Uragami
- Jun Kunimura como Lieutenant Hirama
- Kimiko Yo como Nobuko Izumi
- Tadanobu Asano como Goto
- Choi Hyun-Seo como Kana Kimishima

## Lançamento
Kiseijū foi projetado no 27º Festival Internacional de Cinema de Tóquio a 30 de outubro de 2014.
O filme liderou as bilheteiras japonesas em sua semana de estreia, com 256.000 bilhetes vendidos, em 418 ecrãs, alcançando um valor total de $2.9 milhões.